# 内屋敷町
内屋敷町（うちやしきまち）は、名古屋市中村区の地名。現在の中村区名駅南一・二丁目の各一部に相当する。

## 歴史
当地が納屋町の裏であることから納屋裏と称していたが、のち転じて菜矢鵜（なやう）町と称されるようになったという。

### 沿革
- 1878年（明治11年）12月28日 - 愛知郡広井村（下広井町）の一部により[1]、名古屋区内屋敷町として成立[2]。
- 1889年（明治22年）10月1日 - 名古屋市成立に伴い、同市内屋敷町となる[2]。
- 1908年（明治41年）4月1日 - 中区成立に伴い、同区内屋敷町となる[2]。
- 1944年（昭和19年）2月11日 - 中村区に編入され、同区内屋敷町となる[2]。
- 1981年（昭和56年）6月7日 - 住居表示の実施により、中村区名駅南一丁目・二丁目の各一部に編入され、消滅[2]。